# Red belega orla (Ruski imperij)
Red belega orla (rusko О́рден Бе́лого oрла́) je bil red Ruskega imperija, ki je temeljil na poljskem Redu belega orla. Ustanovil ga je car Nikolaj I. Ruski leta 1831 kot Cesarski in kraljevi red belega orla. Prejemniki reda so dobili naslov vitez Reda belega orla.

## Ozadje
Beli orel je bil povezan s Poljsko že pred njeno državnostjo. Na poljskem grbu se je prvič pojavil v 13. stoletju. Prvotni poljski Red belega orla (poljsko Order Orła Białego)  je slovesno ustanovil kralj Vladislav I. leta 1325, vendar ni nobenih dokazov, da je bil Red podeljen pred kraljem poljsko-litovske Republike obeh narodov Avgustom II Močnim leta 1705.
Po tretji delitvi Poljske leta 1795 je Red belega orla za kratek čas izginil skupaj s poljsko monarhijo. Ponovno se je pojavil leta 1798, ko je ogrlico velikega mojstra Reda nosila carica Aleksandra na kronanju Nikolaja I. za poljskega kralja. Red  je leta 1807 oživil Napoleon I. v svoji kratkoživi Vojvodini Varšavi.
Leta 1815 je bilo zgodovinsko poljsko ozemlje na Dunajskem kongresu razdeljeno med Kraljevino Prusijo,  Avstrijskim cesarstvom in Ruskim imperijem. Večji del ozemlja se je preimenoval v Kraljevino Poljsko, ki naj bi bila avtonomni del Ruskega imperija.
Red belega orla je bil v poljski ustavi leta 1815 omenjen kot lastnina Kraljevine Poljske:
Poljski civilni in vojaški redovi, se pravi Red belega orla, Red svetega Stanislava in Vojaški križec za zasluge se ohranijo (Ordery Polskie cywilne i woyskowe, to iest: Orła Białego, Świętego Stanisława in Krzyża Woyskowego, są zachowane.)
- Ustava Kraljevine Poljske, 160. člen, 27. novembra 1815
Red s poljskimi insignijami se je začel podeljevati kmalu po Dunajskem kongresu. večinoma Rusom in državjanom Avstrijskega cesarstva.
Ko so ruske čete zatrle poljski upor leta 1830-1831, je Nikolaj I. oklestil avtonomijo Kraljevine Poljske in si prilastil vse poljske redove za zasluge.

## Red Ruskega imperija
Red belega orla je Nikolaj I. 17. novembra 1831 uradno vključil v ruski sistem državnih odlikovanj. Med prvimi prejemniki cesarskega Reda belega orla sta bila feldmaršal Ivan Fjodorovič Paskevič in general Peter Petrovič Palen, zaslužna za zatrtje poljske vstaje.
Red je doživel pomembne spremembe. Znak je bil izdelan iz zlata in rdečega emajla. Prvotni rdeči malteški križ in beli orel sta bila pomanjšana in postavljena na dvoglavega orla Ruskega imperija. Na hrbtni strani se je ohranil izvirni poljski dizajn znaka, vendar na ruskem orlu. Na zvezdi je bila poljska krona zamenjana z rusko.
25. januarja 1832 sta bila uvedena moder trak in lenta.
Red beega orla je dobil v hierarhiji državnih odlikovanj visok status. Nad njim so bili samo Red svetega Andreja,  Red svete Katarine (samo za ženske) in Red svetega Aleksandra Nevskega. Njvišji trije ruski redovi so imeli imena  ruskih pravoslavnih svetnikov. Z Redom belega orla so odlikovali predvsem nekristjane.